# 25th Avenue (métro de New York)
La station 25th Avenue est une station de métro locale de la BMT West End Line du métro de New York, située à Brooklyn à l'intersection de la 25e Avenue et de la 86e Rue, à la frontière des quartiers de Bensonhurst, Bath Beach et Gravesend de Brooklyn. Cette gare est desservie par le train D en tout temps.

## Histoire
La station a été ouverte le 29 juillet 1916, en tant que station terminale d'une extension de la ligne BMT West End. Lors du prolongement de la ligne vers Coney Island le 23 juillet 1917, cette station a cessé d'être le terminus de la ligne.
La ligne était à l'origine un chemin de fer d'excursion de surface vers Coney Island, sous le nom de Brooklyn, Bath and Coney Island Railroad, qui a été établi en 1862. En vertu des Duals Contracts de 1913, une ligne surélevée a été construite sur les avenues New Utrecht et Stillwell, ainsi que la 86e rue, remplaçant l’ancien chemin de fer.
Les quais ont été agrandis dans les années 1950 pour accueillir les nouveaux trains de la division B de 615 pieds (187 mètres).
En 2012, la station a été rénovée dans le cadre de l'American Recovery and Reinvestment Act de 2009. 
L'œuvre d’art présente dans la station est Rediscovery de Amy Cheng. Il est composé de quatre pare-brises en verre feuilleté représentant des paysages terrestres et  imaginaires.

## Galerie

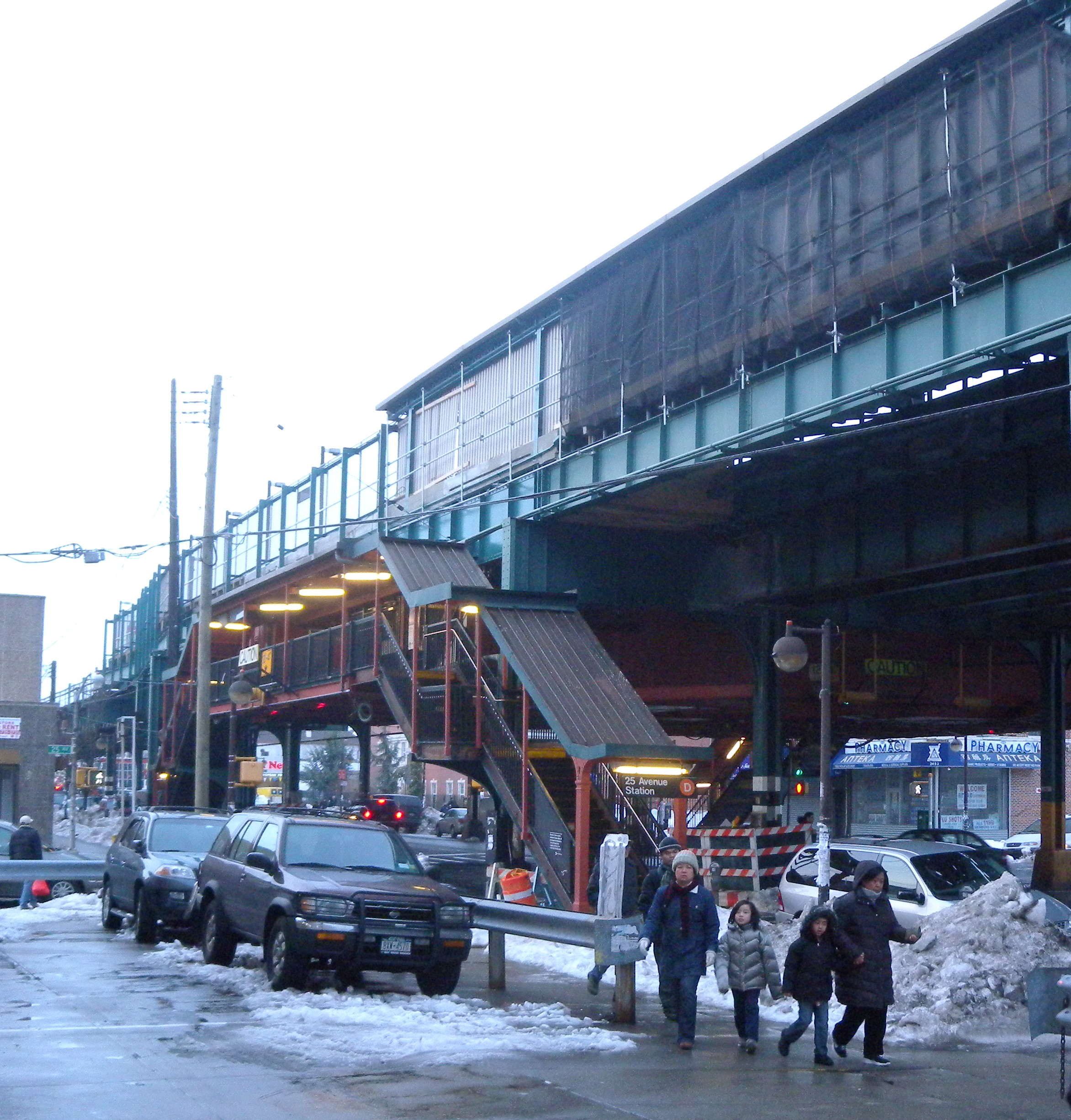
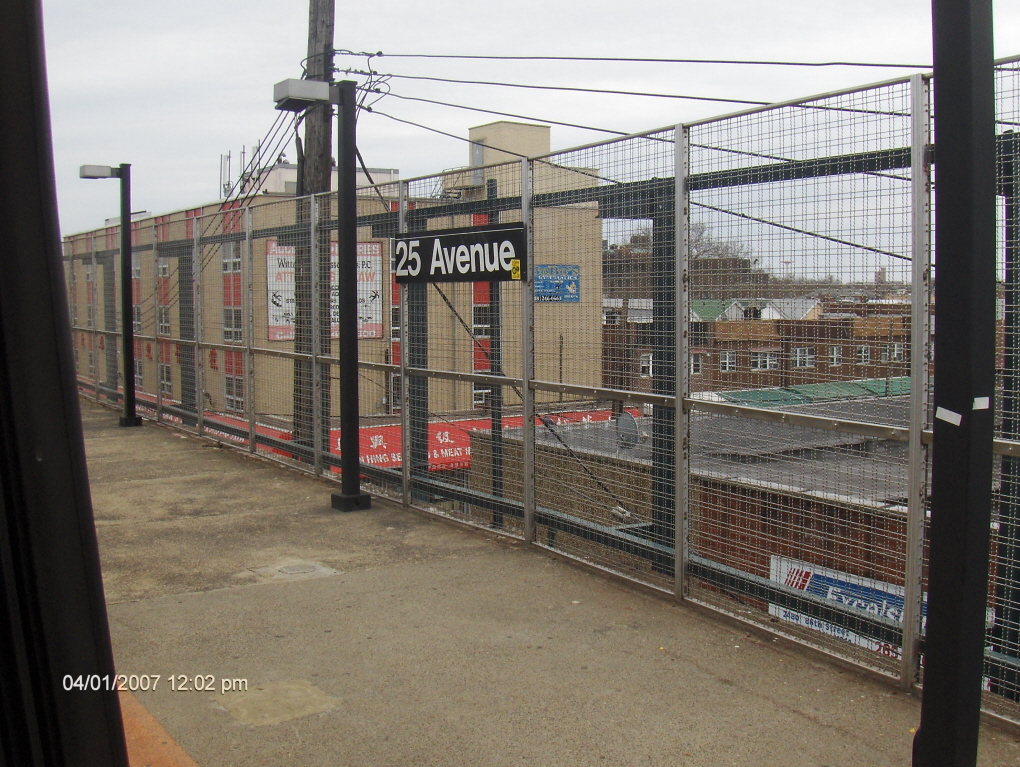

## Agencement de la station
| Niveau de la plateforme | Quai latéral        | Quai latéral                                                                |
| Niveau de la plateforme | Quai direction nord | ← vers Norwood-205th Street                                                 |
| Niveau de la plateforme | Express             | → Pas de service régulier                                                   |
| Niveau de la plateforme | Quai direction sud  | vers Coney Island-Stilwell Avenue→                                          |
| Niveau de la plateforme | Quai latéral        |                                                                             |
| Mezzanine               | Mezzanine           | Vers les entrées et sorties, agent de station et machines MetroCard et OMNY |
| Rez-de-chaussée         | Niveau de la rue    | Entrée/sortie                                                               |

## Dans la culture populaire
La station a été utilisée dans le film The French Connection de 1971.